# Waleran de Beaumont, conde de Meulan
Waleran de Beaumont, Conde de Meulan y I Conde de Worcester (1104-9/10 de abril de 1166, Preaux), era hijo de Robert de Beaumont, Conde de Leicester y Elizabeth de Vermandois, y hermano de gemelo de Robert de Beaumont, II conde de Leicester. Es mencionado solamente como 'Waleran hijo del conde Robert' en los documentos contemporáneos.

## Primeros años
Waleran nació en 1104, el mayor de los gemelos de Robert de Beaumont, conde de Meulan, que también sería conde de Leicester en 1107. A la muerte de su padre en junio de 1118, los chicos quedaron bajo la guardianía de Enrique I de Inglaterra. Permanecieron bajo su cuidado hasta 1120 cuando fueron declarados mayores de edad y accedieron a las tierras de su padre, según habían acordado el rey y el difunto conde. Según este acuerdo, Waleran heredó el condado de Meulan Sena arriba desde la frontera normanda y los principales territorios de la familia en Normandía, los honores de Beaumont-le-Roger y Pont Audemer. Sus grandes posesiones incluían el bosque de Brotonne, en torno al castillo de Vatteville en la ribera izquierda del Sena. Como parte del acuerdo, Waleran también recibió una gran extensión en Dorset con centro en el manor de Sturminster Marshall.

## Rebelión y encarcelamiento
A finales de 1122 Waleran participó en una conspiración junto a Amaury III de Montfort, conde de Évreux, en apoyo al reclamo sobre Normandía por parte de William Clito, hijo de Robert Curthose. Sin embargo, el rey descubrió la conspiración y Waleran y sus colegas fueron cogidos por sorpresa en un ataque preventivo del rey contra el bastión rebelde de Montfort-sur-Risle. Waleran reunió su resistencia contra el rey en su castillo de Brionne. En octubre de 1123 perdió su fortaleza de Pont Audemer en la costa normanda tras un asedio, pese a pedir la ayuda militar de sus parientes y aliados franceses. Tras un invierno de ataques, el 25 de marzo de 1124 Waleran consiguió recuperar su castillo de Vatteville, con sus tres cuñados, Hugh de Châteauneuf, Hugh de Montfort y William, Lord de Bréval. La columna que regresó fue interceptada por un grupo de caballeros y soldados de la casa de Enrique I entre Bourgtheroulde y Boissy-le-Châtel, y se cree que el comandante real pudiera haber sido William de Tancarville u Odo Borleng. Las tropas reales derrotaron decisivamente a Waleran en la Batalla de Bourgthéroulde, cuando este lideró un ataque con la caballería al frente de sus hombres, pues los caballos fueron atacados con flechas desde abajo. El resto de castillos de Waleran continuaron resistiendo hasta el 16 de abril de 1124, cuando Waleran fue forzado por el rey a ordenar a su senescal Morin du Pin que los entregara. Las tierras de Waleran fueron confiscadas y él encarcelado primero en Rouen, luego en Bridgnorth en Shropshire y finalmente en el Castillo de Wallingford.
Waleran fue liberado por razones desconocidas en 1129. Continuó desempeñando un papel activo en la corte y tanto él como su hermano gemelo estuvieron presentes en el lecho de muerte de Enrique. Participó probablemente en las discusiones entre los barones normandos de diciembre de 1135 acerca de la cuestión sucesoria de Normandia e Inglaterra.

## Lugarteniente de Normandía
La ascensión de Esteban le pudo haber tomado por sorpresa, pero él ya había ofrecido su lealtad al nuevo rey antes de la Pascua de 1136. En la corte se le comprometió a matrimonio con la hija del rey, Matilda, aún una niña, quien recibió la ciudad y condado de Worcester como su parte del matrimonio. Después de Pascua viajó a Normandía con la autoridad del rey para actuar como su lugarteniente en el ducado. En septiembre dirigió el ejército de magnates normandos que repelió la invasión de Godofredo de Anjou, esposo de la Emperatriz Matilda, hija de Enrique I. Capturó también al jefe rebelde Roger de Toeni. Permaneció allí hasta la primavera siguiente y regresó entonces a Inglaterra.
Al año siguiente acompañó al rey durante su visita a Normandía y regresó a Inglaterra con él al final del año, en un momento en que estaba empezando a socavar la anterior ascendencia en la corte de los obispos de Winchester y Salisbury. Él y su familia comenzaron a monopolizar los favores y el patrocinio en la corte de Esteban, alienando la facción al mando del Conde Robert de Gloucester, quien en represalia adoptó la causa de su medio-hermana, la Emperatriz. En junio de 1138, Waleran estaba en Normandía derrotando nuevamente una invasión del ejército angevino. Waleran usó sus amplios contactos en la corte francesa para movilizar una gran fuerza de caballeros franceses para apoyarle. Fue probablemente en 1138 que recibió el segundo título de Conde de Worcester. Fundó la abadía cisterciense de Bordesley al final de aquel año para conmemorar su llegada al condado. Ese mismo año su hermano menor Hugh recibió el condado de Bedford y otros familiares fueron honrados de modo similar.
Antes de la Pascua de 1139 Waleran estaba en París en una embajada para su primo, el nuevo rey Luis VII de Francia. A su regreso fue la fuerza impulsora del derrocamiento de la facción cortesana encabezada por el justiciar, el obispo Roger de Salisbury. El obispo y su familia fueron arrestados en junio, y su riqueza y muchas de sus posesiones confiscadas.

## Guerra civil
Con la llegada de Robert de Gloucester a Inglaterra en septiembre de 1139, comenzó la guerra civil entre los seguidores de Esteban y Matilda. Uno de los primeros ataques dirigidos por Gloucester fue un asalto a la base inglesa de Waleran en Worcester. La ciudad fue atacada y saqueada el 7 de noviembre de 1139. Waleran respondió brutalmente atacando los centros rebeldes de Sudeley y Tewkesbury.
Waleran estuvo en la Batalla de Lincoln en 1141. Fue uno de los condes de la realeza que huyeron al ver la batalla perdida, mientras que el rey fue capturado y encarcelado en Bristol. Waleran siguió luchando durante varios meses, probablemente desde Worcester, donde tuvo que afrontar la deserción de su sheriff, William de Beauchamp. Puede que por ese entonces haya capturado y fortificado Herefordshire Beacon, ya que el obispo de Hereford protestó por su gobierno sobre este castillo en 1148. A finales de verano de 1141 Waleran abandonó la lucha al conocer que sus propiedades normandas habían sido capturadas por el ejército angevino. Se rindió a la Emperatriz Matilda, y tuvo que aceptar su apropiación de la abadía de Bordesley, ya que había sido fundada en territorio real. No obstante, una vez en Normandía, Waleran fue aceptado en la corte de Godofredo de Anjou, y sus tierras en Inglaterra y Normandía le fueron confirmadas.
Su primer matrimonio con Matilda, la hija de Esteban, había concluido con la muerte de la niña en Londres en 1137. Hacia finales de 1142, Waleran desposó a Agnes, hija de Amaury de Montfort, conde de Évreux. A raíz del matrimonio recibió propiedades en Pays de Caux y el señorío de Gournay-sur-Marne en la Isla de Francia. Waleran había recibido ya la parte del matrimonio de su madre del honor de Elbeuf en el Sena, a su muerte alrededor de 1139. Pese a los reveses políticos de 1141, Waleran se volvió más rico ese año.
Waleran sirvió con Geoffrey de Anjou en el asedio de Rouen en 1143/4. Durante este sitio, caputuró y quemó el suburbio de Emendreville y la Iglesia de St. Sever, donde mucha gente pereció en las llamas. Consolidó su posición como dirigente de la nobleza normanda mediante un tratado formal con su primo Robert du Neubourg, senescal de Normandía. Sin embargo, Waleran parece haber cambiado su orientación hacia la corte francesa en aquel tiempo.
En Pascua de 1146 se hallaba en Vézelay para la predicación de la Segunda Cruzada y atendió a la gran asamblea de magnates en París de abril a junio de 1147 para reunirse con el papa y con Luis VII. El 29 de junio era el líder conjunto de los cruzados anglonormandos en su encuentro con Luis VII en Worms. Acompañó la cruzada a Siria y su desafortunada conclusión ante Damasco. Parece haber abandonado Palestina antes que el rey, regresando por mar. Naufragó en algún lugar a su regreso, quizás en la costa de Provenza. Prometió construir una abadía de Cisterciense si sobrevivía al naufragio y, de forma debida, construyó la abadía de San María de Voto o Le Valasse, en cumplimiento de su voto.

## Declive político y últimos años
La gran influencia de Waleran en Normandía duró hasta 1151, pero el nuevo régimen del Duque Enrique no le favoreció. Cometió el error fatal de confraternizar con la corte Capeta y participar en las campañas de Luis VII, su señor por Meulan. Aunque este apoyo le valió la muy rentable guardianía del gran condado de Vermandois durante la minoría de edad de su primo el conde Ralph II, esto también propició su caída. En la segunda mitad de 1153 fue emboscado por su sobrino y enemigo Robert de Montfort, que le mantuvo cautivo mientras era despojado de sus propiedades normandas e inglesas por el duque Enrique y sus oficiales. El condado de Worcester fue suprimido y sus castillos en Worcestershire destruidos en 1155. Aunque Waleran fue liberado, su poder en Normandía se quebró, y el intento de recuperar Montfort-sur-Risle de su sobrino resultó un humillante fracaso.
Waleran fue un marginado en la corte de Enrique II, y entre 1160 y 1162 perdió sus tierras normandas y sus castillos al apoyar a Luis VII contra Enrique II. Sus últimos años transcurrieron como propietario de tierras en el ducado. La última noticia de sus actividades es un acuerdo sobre los asuntos relacionados con su priorato de Gournay-sur-Marne hacia finales de 1165. Veinte días antes de su muerte, entró en la abadía de St Peter de Préaux, la abadía ancestral de su familia al sur de Pont Audemer en Normandía, y allí murió como monje el 9 o 10 de abril de 1166. Fue enterrado en su casa de capítulo junto a otros miembros de su dinastía.

## Aristócrata y humanista
Waleran fue un importante personaje del siglo XII más allá de la política. Fue un hombre culto, educado en las artes liberales y la filosofía. La elegía que le dirigió el poeta Stephen de Rouen, monje de Bec-Hellouin, revela que componía verso latino. En 1142 nos cuenta que investigó personalmente las escrituras en el archivo del priorato de Meulan antes de confirmar sus posesiones. Al igual que su hermano gemelo, también parece haber sido un asiduo escritor de cartas y muchas de ellas han sobrevivido. Fue también un mecenas literario, ya que Godofredo de Monmouth le dedicó la primera edición de su Historia Regum Britanniae en 1136.
Waleran fundó abadías cistercienses en Bordesley, Worcestershire (1139), y Le Valasse, Normandía (c. 1150), las cuales fueron apropiadas por el rey. Fue un generoso donante de los dos antiguos monasterios benedictinos de Préaux (St Peter para hombres y St Leger para mujeres). Fue además aceptado como defensor de la abadía de Bec-Hellouin, y fue patrón de su priorato en Meulan, fundando otro en Beaumont-le-Roger. Fundó un priorato benedictino en Gournay-sur-Marne. Dotó un hospital importante en Pont Audemer, que aún sobrevive.

## Familia e hijos
Se casó con Matilda, hija de Esteban de Inglaterra y Matilde, Condesa de Boulogne, hacia marzo de 1136. Matilda falleció en 1137 con sólo cuatro años de edad. Se casó después con Agnes de Montfort, hija de Amaury III de Montfort, Conde de Évreux, y Agnes de Garlande, c. 1141.
Tuvo descendencia con Agnes de Montfort (se listan según aparecen en el acta constitutiva de 1165 del priorato de Gournay):
1. Robert de Beaumont, conde de Meulan.
2. Isabelle de Meulan (f. 10 de mayo de 1220), casada dos veces:
  1. ca 1161 Geoffroy, señor de Mayenne;
  2. ca 1170 Maurice II, señor de Craon.
3. Waleran de Meulan.
4. Amaury de Meulan, señor de Gournay-sur-Marne.
5. Roger de Meulan o Beaumont, vizconde de Évreux.
6. Raoul (Ralph) de Meulan.
7. Etienne (Stephen) de Meulan.
8. Marie de Meulan,[1] casada con Hugh Talbot, Barón de Cleuville.[2]